# 6344 P-L
6344 PL es un cuerpo menor del sistema solar, posible núcleo de un cometa que fue descubierto por primera vez en 1960 por investigadores de asteroides Tom Gehrels, Ingrid van Houten-Groeneveld, y Cornelis Johannes van Houten. Fue visto por última vez en 1960, se pensó que se había perdido, pero luego se redescubrió en 2007 como 2007 RR 9 (también escrito como RR9 2007).